# إلكترونيكا
إلكترونيكا (بالإنجليزية: Electronica)‏ يشمل مجموعة من الموسيقى الإلكترونية المعاصرة المصممة لمجموعة واسعة من الاستخدامات تشمل الرقص وبعض الموسيقى المصاحبة المختلفة هي تختلف عن موسيقى الرقص الإلكتروني "Electronic dance music" حيث أنها غير مصممة ليتم الرقص على إيقاعاتها. كما أنها مصطلح واسع يستخدم لوصف ظهور الموسيقى الإلكترونية الموجهة للاستماع فقط دون أن تصلح للرقص.
تم استخدام المصطلح للمرة الأولى في الولايات المتحدة في أوائل التسعينيات، إلا أن جذورها تعود إلى ثقافة أواخر السبعينيات والثمانينيات.
وأهم الآلات المستخدمة في هذا النوع من الموسيقى الطبل الكهربائي وسنثسيزر.
قدم عدد من الفنانيين المشاهير هذا النوع من الموسيقى ضمن أعمالهم منهم: بيورك، آنومي بيللي "Anomie Belle"، مادونا، ليتل بوتز "Little Boots" ويوفي "Uffie" وآخرين.
من الفرق التي تقدم هذا النوع من الموسيقى ضمن الموسيقى الإلكترونية فرقة "Everything but the Girl" الإنجليزية، "Ashbury Heights" السويدية، "Forever the Sickest Kids" الأمريكية.